# Line Storesund
Line Storesund, född 15 december 1974, är en norsk barnskådespelare.

## Filmografi (urval)
- 1987 – Is-slottet
- 1988 – Borgen skole (TV-serie)
- 1990 – Gränslots